# Codellijev kanonikat
Codellijev kanonikat je zgrada na Ciril-Metodovu trg br. 3 u Ljubljani.
Zgradu je dala podići obitelj Khisl u 16. stoljeću. Zgrada predstavlja rijedak primjer gradske stambene arhitekture renesanse u Sloveniji. Na uglu pročelja ima dvokatni erker, položen na kamene konzole. Ugao ispod erkera ojačan je kamenim blokovima kao kod fortifikacija.
Zgrada je dobila ime po plemićkoj obitelji Codelli, koji su je kupili za crkvenog dostojanstvenika, člana stolnog kaptola.